# Épisodes de The Blacklist: Redemption
Cet article présente le guide des épisodes de la série télévisée américaine The Blacklist: Redemption.

## Généralités
- Aux États-Unis, la saison a été diffusée du 23 février 2017 au 13 avril 2017 sur le réseau NBC.
- Au Canada, la saison a été diffusée en simultanée sur le réseau Global[1].

## Distribution

### Acteurs principaux
- Famke Janssen : Susan Scott « Scottie » Hargrave
- Ryan Eggold (VF : Patrick Mancini) : Thomas « Tom » Keen
- Tawny Cypress : Nez Rowan
- Edi Gathegi : Matias Solomon
- Adrian Martinez : Dumont, pirate informatique

### Acteurs récurrents
- Terry O'Quinn : Howard Hargrave
- Theodora Miranne : Kat Carlson
- Dan Amboyer : Daniel / "Trevor"

### Invités
- Megan Boone (VF : Laura Blanc) : Elizabeth Keen (épisodes 1 et 7)
- Harry Lennix (VF : Thierry Desroses) : Harold Cooper (épisode 7)

## Épisodes

### Épisode 1:Leland Bray
- États-Unis /  Canada : 23 février 2017 sur NBC[2] / Global
- Belgique : 22 août 2017 sur RTL-TVI[3]
- Québec : 20 juin 2018 sur AddikTV[4]
- France : 30 octobre 2019 sur TF1

- États-Unis : 4,26 millions de téléspectateurs[5] (première diffusion)
- Canada : 1,324 million de téléspectateurs[6] (première diffusion + différé 7 jours)

- Megan Boone (Elizabeth Keen)
- Cara Buono (Anna Copeland)

Tom reprend du service chez Halcyon afin de retrouver Anna Copeland, agent de la CIA, et son fils, kidnappés par Leland Bray, lui-même ancien agent.

### Épisode 2:Kevin Jensen
- États-Unis /  Canada : 2 mars 2017 sur NBC / Global
- Belgique : 22 août 2017 sur RTL-TVI
- Québec : 27 juin 2018 sur AddikTV
- France : 30 octobre 2019 sur TF1

- États-Unis : 4,76 millions de téléspectateurs[7] (première diffusion)
- Canada : 1,087 million de téléspectateurs[8] (première diffusion + différé 7 jours)

Alors qu'il se trouve au Kurkystan pour un reportage sur des rumeurs de tortures et de repressions, Kevin Jensen, journaliste new-yorkais, est arrêté par les autorités du pays pour espionnage.

### Épisode 3:La mère patrie
- États-Unis /  Canada : 9 mars 2017 sur NBC / Global
- Belgique : 22 août 2017 sur RTL-TVI
- Québec : 4 juillet 2018 sur AddikTV
- France : 30 octobre 2019 sur TF1

- États-Unis : 3,69 millions de téléspectateurs[9] (première diffusion)
- Canada : 977 000 téléspectateurs[10] (première diffusion + différé 7 jours)

À la suite d'un crash d'avion commandité par le Pentagone, Tom et Mathias sont envoyés en Russie pour infiltrer une mission internationale.
Ils découvrent rapidement que l'avion, rempli de cadavres, a été crashé afin d'enquêter sur une base secrète russe qui s'avère être une reconstitution fidèle d'une petite ville américaine.

### Épisode 4:Opération Davenport
- États-Unis /  Canada : 16 mars 2017 sur NBC / Global
- Belgique : 29 août 2017 sur RTL-TVI
- Québec : 11 juillet 2018 sur AddikTV
- France : 30 octobre 2019 sur TF1

- États-Unis : 4,12 millions de téléspectateurs[11] (première diffusion)
- Canada : 1,055 million de téléspectateurs[12] (première diffusion + différé 7 jours)

À la suite d'une évasion d'une prison secrète de la CIA située dans New-York, Halcyon intervient à leur demande afin de retrouver les évadés le plus rapidement possible.

### Épisode 5:Borealis 301
- États-Unis /  Canada : 23 mars 2017 sur NBC / Global
- Belgique : 29 août 2017 sur RTL-TVI
- Québec : 18 juillet 2018 sur AddikTV
- France : 6 novembre 2019 sur TF1

- États-Unis : 3,96 millions de téléspectateurs[13] (première diffusion)
- Canada : 1,003 million de téléspectateurs[14] (première diffusion + différé 7 jours)

Une équipe détourne des avions de ligne pour voler du matériel secrètement chargé à bord. Tom et Mathias se font passer pour des stewarts afin de découvrir ce qu'il en est. Halcyon découvre vite que les voleurs sont d'anciens SEALs déserteurs.

### Épisode 6:Les otages
- États-Unis /  Canada : 30 mars 2017 sur NBC / Global
- Belgique : 5 septembre 2017 sur RTL-TVI
- Québec : 25 juillet 2018 sur AddikTV
- France : 6 novembre 2019 sur TF1

- États-Unis : 3,99 millions de téléspectateurs[15] (première diffusion)

Tom demande l'aide de Nez afin de sauver Howard, fait prisonnier par Solomon pour le compte de Scottie.

### Épisode 7:Whitehall(1repartie)
- États-Unis /  Canada : 6 avril 2017 sur NBC / Global
- Belgique : 5 septembre 2017 sur RTL-TVI
- Québec : 2 août 2018 sur AddikTV
- France : 6 novembre 2019 sur TF1

- États-Unis : 3,72 millions de téléspectateurs[16] (première diffusion)

Scottie a découvert que Tom et Christopher ne sont qu'une seule et même personne.
Après l'avoir fait interroger par Matias Solomon pour découvrir ce qu'il sait, Scottie le poursuit lorsqu'il essaie de s'échapper.
Comprenant qu'il ne peut pas faire confiance à sa mère, Tom réussit à s'enfuir et rejoint son père qui a pu
se soustraire à la garde de l’hôpital où il était retenu prisonnier grâce à l'aide de Liz et Harold Cooper.

### Épisode 8:Whitehall(2epartie)
- États-Unis /  Canada : 13 avril 2017 sur NBC / Global
- Belgique : 5 septembre 2017 sur RTL-TVI
- Québec : 9 août 2018 sur AddikTV
- France : 6 novembre 2019 sur TF1

- États-Unis : 3,92 millions de téléspectateurs[17] (première diffusion)
- Canada : 971 000 téléspectateurs[18] (première diffusion + différé 7 jours)

L'assistante de Scottie, Kat Carlson, erre dans les rues, blessée et tenant une clé USB.
- Finale de la série.
- La conclusion à l'intrigue de la série est révélée par le personnage de Scottie Hargrave dans le neuvième épisode de la cinquième saison de Blacklist [19].

## Audiences

### aux États-Unis
| N° d'épisode | Titre original        | Titre français         | Date de diffusion originale | Taux sur les 18-49 ans (en %) | Taux sur les 18-49 ans (en %) | Taux sur les 18-49 ans (en %) | Audience (en millions de téléspectateurs) | Audience (en millions de téléspectateurs) | Audience (en millions de téléspectateurs) | Audience (en millions de téléspectateurs) |             |
| N° d'épisode | Titre original        | Titre français         | Date de diffusion originale | TV                            | DVR                           | Total                         | TV                                        | Rang                                      | DVR                                       | Total                                     |             |
| ------------ | --------------------- | ---------------------- | --------------------------- | ----------------------------- | ----------------------------- | ----------------------------- | ----------------------------------------- | ----------------------------------------- | ----------------------------------------- | ----------------------------------------- | ----------- |
| 1            | Leland Bray           | Leland Bray            | 23 février 2017             | indeterminé                   | indeterminé                   | indeterminé                   | indeterminé                               | indeterminé                               | indeterminé                               | indeterminé                               | indeterminé |
| 2            | Kevin Jensen          | Kevin Jensen           | 2 mars 2017                 | indeterminé                   | indeterminé                   | indeterminé                   | indeterminé                               | indeterminé                               | indeterminé                               | indeterminé                               | indeterminé |
| 3            | Independence, U.S.A.  | La Mère Patrie         | 9 mars 2017                 | indeterminé                   | indeterminé                   | indeterminé                   | indeterminé                               | indeterminé                               | indeterminé                               | indeterminé                               | indeterminé |
| 4            | Operation Davenport   | Opération Davenport    | 16 mars 2017                | indeterminé                   | indeterminé                   | indeterminé                   | indeterminé                               | indeterminé                               | indeterminé                               | indeterminé                               | indeterminé |
| 5            | Borealis 301          | Borealis 301           | 23 mars 2017                | indeterminé                   | indeterminé                   | indeterminé                   | indeterminé                               | indeterminé                               | indeterminé                               | indeterminé                               | indeterminé |
| 6            | Hostages              | Les Otages             | 30 mars 2017                | indeterminé                   | indeterminé                   | indeterminé                   | indeterminé                               | indeterminé                               | indeterminé                               | indeterminé                               | indeterminé |
| 7            | Whitehall             | Whitehall (1re partie) | 6 avril 2017                | indeterminé                   | indeterminé                   | indeterminé                   | indeterminé                               | indeterminé                               | indeterminé                               | indeterminé                               | indeterminé |
| 8            | Whitehall: Conclusion | Whitehall (2e partie)  | 13 avril 2017               | indeterminé                   | indeterminé                   | indeterminé                   | indeterminé                               | indeterminé                               | indeterminé                               | indeterminé                               | indeterminé |